# Rozgrywka
Rozgrywka to element gry karcianej występującej po deklaracji. W rozgrywce zabiegamy zazwyczaj o wzięcie jak największej liczby lew (np. w brydżu, tysiącu, skatcie). Rozgrywka kończy się w momencie zgrania wszystkich kart, wtedy liczymy wzięte lewy i odpowiednio do danej gry dodajemy lub odejmujemy punkty.